# 领民酋长
领民酋长，北魏初年至北齐置官职。
北魏地方制度，除在汉族地区实行郡县制度，以护军制度统治汉人以外的异族之外，对于其统治民族鲜卑本族或早期降附的其他少数民族则保留酋长制。北魏委任依附自己的部落酋长赐号领民酋长，都以少数族贵族担任，统率少数族，可以世袭。唐朝史书记载讳民为人，故也称领人酋长。领民酋长之“民”，指各酋长所统部落，不同编户齐民。又根据其实力、功绩分为第一领民酋长、第二领民酋长、第三领民酋长等。